# Bourcq
Bourcq é uma comuna francesa na região administrativa de Grande Leste, no departamento Ardenas. Estende-se por uma área de 9,5 km². Em 2010 a comuna tinha 52 habitantes (densidade: 5,5 hab./km²).